# Josef von Sternberg
Pour les articles homonymes, voir Sternberg.
Jonas Sternberg, dit Josef von Sternberg, est un réalisateur austro-américain, né le 29 mai 1894 à Vienne, et mort le 22 décembre 1969 à Hollywood (Los Angeles).
Au cours d'une carrière hollywoodienne tumultueuse, il a notamment été le pygmalion de Marlene Dietrich. Il a écrit ses mémoires dans Souvenirs d'un montreur d'ombres (Fun in a Chinese Laundry) en 1966. C'est une version très abrégée et altérée de l'original. En 1989, Flammarion (Collection Cinémas) a publié la première traduction (par Michèle Miech-Chatenay) intégrale de l'ouvrage du cinéaste : De Vienne à Shanghai : Les Tribulations d'un cinéaste (383 pages).

## Biographie

### Jeunesse
Né dans une famille de la classe moyenne juive de Vienne, le petit Jonas a deux ans quand son père, Moïse, au sortir d'un service militaire prolongé dans l'armée de l'empereur François Joseph, part chercher du travail aux États-Unis. À sept ans, en 1901, il le rejoint avec sa mère.
Le projet est un échec et, en 1904, la famille retourne à Vienne. En 1908, elle tente de nouveau le Nouveau Monde et s'installe à New York dans le Queens, où le père, désormais appelé Morris, trouve à travailler dans un atelier de confection de dentelles. Jonas a quatorze ans et intègre, avec d'autres enfants d'émigrés, l'école publique de son quartier, Jamaica (en). La misère familiale ne lui permet pas d'achever ses études et l'oblige à prendre un travail de garçon coursier dans un entrepôt de dentelles.
Il acquiert la citoyenneté américaine en 1909. Toutefois, contrairement à Erich von Stroheim, Sternberg a reçu une instruction tant en Autriche-Hongrie qu'aux États-Unis. À 17 ans, il change de prénom. Dans ses mémoires, il écrit qu'il quitte le domicile familial peu après que sa mère a abandonné le foyer. Pour survivre, il fait différents travaux alors qu'il a 16 ans.

### Débuts au cinéma
De la dentelle (Sternberg a travaillé chez un modiste), le jeune homme passe à un entrepôt cinématographique, où il est chargé de nettoyer et réparer des films. Cette première expérience de la manipulation de la pellicule lui permet, vers 1915, de se faire embaucher à Fort Lee, dans le New Jersey, comme monteur dans la société de distribution World Film Company par William A. Brady, producteur et directeur de théâtre qui est financé par le Consortium Shubert, et s'est associé un an plus tôt avec Lewis J. Selznick.
Sternberg y est remarqué et soutenu par le comédien et réalisateur français Émile Chautard. À l'entrée des États-Unis dans la Grande Guerre, en 1917, il intègre le Signal Corps, service de propagande des armées, où il occupe un poste d'opérateur. À la démobilisation, Chautard le choisit pour être son assistant réalisateur sur une adaptation du Mystère de la chambre jaune, qui sort en 1919.
Sternberg travaille comme assistant pour plusieurs réalisateurs et remplace Roy William Neill, malade, sur le tournage de plusieurs scènes de By Divine Right, qui sort en 1925. Le premier rôle, Elliott Dexter, qui est aussi coproducteur du film, l'inscrit au générique sous le nom de « von Sternberg », peut-être par assimilation à Erich von Stroheim.
L'acteur de théâtre britannique George K. Arthur lui demande d'être dirigé dans un film qui marquerait ses débuts à l'écran. Sternberg lui soumet un scénario et réalise la même année The Salvation Hunters, qui surprend le public par son côté naturaliste, et séduit Charlie Chaplin. Chaplin invite Douglas Fairbanks et Mary Pickford, ses associés de l'United Artists, à lui confier une réalisation, mais Mary Pickford refuse le scénario qu'elle lui a commandé. C'est avec la Metro-Goldwyn-Mayer qu'il signe un contrat.
Les débuts de Sternberg n'y sont pas très heureux. Il quitte le plateau de The Masked Bride (en), qui est achevé par Christy Cabanne en 1925. L'année suivante, The Exquisite Sinner est refait par Phil Rosen. A Woman of the Sea, commandé par Charlie Chaplin pour Edna Purviance, sera détruit avant d'avoir été jamais montré.
Cette série noire s'interrompt quand il rejoint la Paramount. Le premier film que Sternberg dirige pour la firme, Les Nuits de Chicago, remporte un succès mondial. Tiré d'une histoire de Ben Hecht, Les Nuits de Chicago est le premier film hollywoodien à prendre pour héros des « gangsters » et, selon le critique et historien Georges Sadoul, le succès du film fit entrer ce mot dans la langue française. Von Sternberg dirige ensuite Les Damnés de l'océan, sur la rencontre entre un marin et une fille de joie. Ces deux films le classent alors parmi les grands maîtres du muet.
L'arrivée du parlant n'interrompt pas la lancée du réalisateur qui dirige notamment Crépuscule de gloire, un drame historique qui permettra à sa vedette, Emil Jannings, de devenir le premier récipiendaire de l'Oscar du meilleur acteur.

### Rencontre avec Marlene Dietrich
La carrière de von Sternberg prend un nouveau tour alors qu'il se rend en Allemagne pour y diriger L'Ange bleu, pour le compte de la UFA. Premier film parlant tourné en Allemagne et seul film allemand de la carrière de von Sternberg, L'Ange bleu, adapté d'un roman de Heinrich Mann, raconte l'histoire d'un respectable professeur, incarné par Emil Jannings, qui s'éprend d'une chanteuse de cabaret. Pour incarner la chanteuse, le réalisateur porte son choix sur une actrice peu connue nommée Marlene Dietrich. Le film est un succès en Allemagne et fait de Dietrich une vedette, bien qu'elle n'y tienne qu'un rôle relativement secondaire.
L’Ange bleu n’est que le premier des films que von Sternberg réalisera et dont Marlene Dietrich sera la vedette. Suivront six longs métrages tournés à Hollywood et qui contribueront à installer Marlene Dietrich au panthéon des grands mythes cinématographiques. Le premier, Cœurs brûlés, sort en 1930. C'est par ce film que le public américain découvre Marlene, car il est exploité aux États-Unis avant L'Ange bleu. Cœurs brûlés est nommé pour quatre Oscars, Sternberg lui-même est en lice pour le trophée de la mise en scène. Suit Agent X 27, inspiré de l’histoire de Mata-Hari, en 1931, Shanghaï Express en 1932, Blonde Vénus en 1933, L'Impératrice rouge,, sur le destin de Catherine de Russie, en 1934, et finalement La Femme et le Pantin en 1935, une adaptation du roman de Pierre Louÿs avec lequel s'achève leur collaboration. Opulentes et baroques, ces œuvres connaissent un accueil inégal. Si Shanghaï Express remporte un grand succès, L'Impératrice rouge et La Femme et le Pantin seront en revanche des échecs commerciaux.
Dans ses souvenirs, Sternberg affirme avoir créé de toutes pièces le mythe de Marlene et minimisera le rôle de son interprète, qui protestera.[réf. nécessaire]

### L'après Dietrich

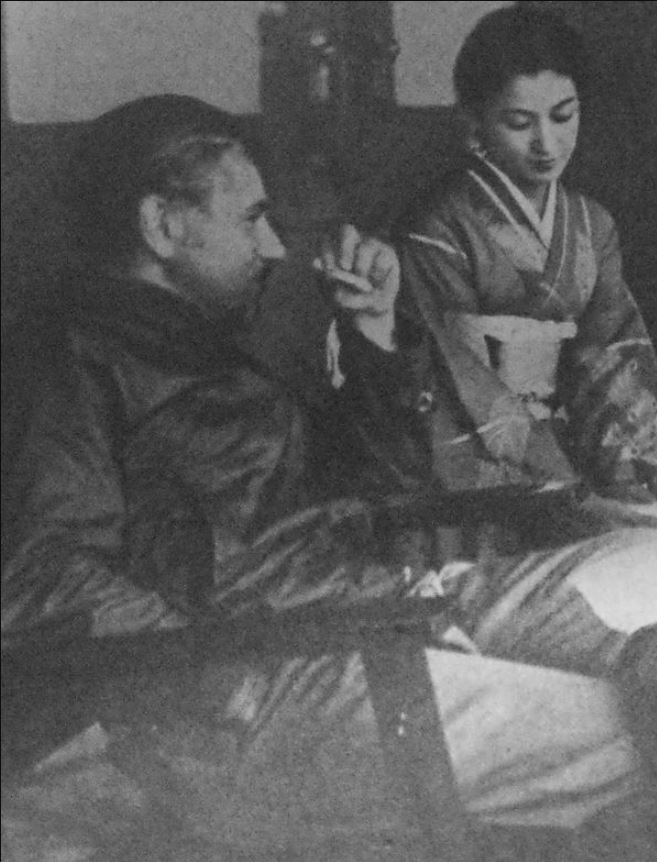
Sternberg en 1936 au Japon après sa rupture avec Marlene Dietrich.

À la suite de sa rupture professionnelle avec Dietrich, von Sternberg tourne Crime et Châtiment, une adaptation du roman de Dostoïevski dans laquelle Peter Lorre interprète Raskolnikov. Il réalise ensuite la comédie musicale Sa Majesté est de sortie, évocation des amours de l'empereur François-Joseph d'Autriche et de l'impératrice Sissi. Puis, à l'instigation du producteur Alexander Korda, il se rend en Grande-Bretagne pour y filmer une adaptation du roman historique Moi, Claude de Robert Graves. Paru en 1934, le roman est l'autobiographie fictive de l'empereur romain Claude. C'est Charles Laughton qui doit interpréter l'empereur. La relation entre Laughton et von Sternberg est difficile et le tournage s'interrompt à la suite de l'accident de voiture dont est victime l'actrice principale, Merle Oberon. Le film ne sera donc pas achevé.
Sternberg a déclaré avoir « cessé de faire du cinéma en 1935 », faisant allusion à la fin du cycle Dietrich. Cependant The Shanghai Gesture, en 1941, et, surtout, Fièvre sur Anatahan (The Saga of Anatahan), en 1953, tourné au Japon, montrent le contraire, et font regretter qu'un sujet aussi ambitieux que I, Claudius n'ait pu être terminé.
Fièvre sur Anatahan est l'histoire de soldats japonais qui refusent de croire que la guerre est finie. Sternberg écrit, raconte, fait la photographie et dirige le film qui est un échec financier.
En 1957 il codirige Jet Pilot, produit par Howard Hughes.
Entre 1959 et 1963, Sternberg donne des cours sur l'esthétique de ses films à UCLA. Parmi ses étudiants il compte Jim Morrison et Ray Manzarek, qui vont former le groupe de rock The Doors. Manzarek reconnaîtra la grande influence que Sternberg aura eu sur le groupe.
Sternberg obtient son étoile sur le Hollywood Walk of Fame le 8 février 1960,.
Joseph von Sternberg meurt le 22 décembre 1969 ; il est enterré au Westwood Memorial Park de Los Angeles.

### Vie personnelle
En 1926, Josef von Sternberg épouse l’actrice Riza Royce (1903-1980) dont il divorce en 1930. Au début des années 1930, il est le compagnon de Marlene Dietrich.
Entre 1945 et 1947, il est marié avec Jean Avette McBride (1917-1994). En troisièmes noces, il épouse l’historienne de l’art Meri Otis Wilner, avec laquelle il vit de 1948 à sa mort. De cette union est né, en 1951, un fils, Nicholas Josef von Sternberg. Von Sternberg a également adopté Cathy Ann Wilner, la fille de son épouse.
Meri von Sternberg meurt à Valencia (Californie), le 22 juin 2017, à l’âge de 97 ans. Elle repose aux côtés de son mari au Westwood Village Memorial Park Cemetary.

## Filmographie

### Films muets
- 1925 : The Salvation Hunters
- 1926 : A Woman of the Sea (The Sea Gull)
- 1926 : Exquisite Sinner
- 1927 : Les Nuits de Chicago (Underworld)
- 1928 : Crépuscule de gloire (The Last Command)
- 1928 : La Rafle (The Dragnet)
- 1928 : La Rue des péchés (Street of Sin)
- 1928 : Les Damnés de l'océan (The Docks of New York)
- 1929 : Le Calvaire de Lena X (The Case of Lena Smith)

### Films parlants
- 1929 : L'Assommeur (Thunderbolt)
- 1930 : L'Ange bleu (Der Blaue Engel)
- 1930 : Cœurs brûlés (Morocco)
- 1931 : Agent X 27 (Dishonored)
- 1931 : Une tragédie américaine (An American Tragedy)
- 1931 : Shanghaï Express
- 1932 : Blonde Vénus (Blonde Venus)
- 1934 : L'Impératrice rouge (The Scarlet Empress)
- 1935 : La Femme et le Pantin (The Devil Is a Woman)
- 1935 : Crime et Châtiment (Crime and Punishment)
- 1936 : Sa Majesté est de sortie (The King Steps Out)
- 1937 : I, Claudius (film inachevé)
- 1939 : Au service de la loi (Sergeant Madden)
- 1940 : Cette femme est mienne (I Take This Woman) (non crédité)
- 1941 : Shanghaï (The Shanghai Gesture)
- 1952 : Le Paradis des mauvais garçons (Macao)
- 1952 : Fièvre sur Anatahan (Anatahan)
- 1957 : Les espions s'amusent (Jet Pilot)

### Récompenses et distinctions
- Oscars 1931 : nomination à l'Oscar du meilleur réalisateur pour Cœurs brûlés
- Oscars 1932 : nomination à l'Oscar du meilleur film et à l'Oscar du meilleur réalisateur pour Shanghaï Express
- Mostra de Venise 1935 : prix de la meilleure photographie partagé avec Lucien Ballard pour La Femme et le Pantin
- Deutscher Filmpreis 1963 : prix d'honneur pour sa carrière

## Publication
- Souvenirs d'un montreur d'ombres (Fun in a Chinese Laundry), traduit de l'américain par Magdeleine Paz, Robert Laffont éditeur, 1966 Réédité sous le titre de De Vienne à Shanghai : Les Tribulations d'un cinéaste, traduit de l'américain par Michèle Miech, Cahiers du cinéma, coll. « Petite Bibliothèque », 2001.